# Rhyssemus psammobiiformis
Rhyssemus psammobiiformis é uma espécie de insetos coleópteros polífagos pertencente à família Aphodiidae. A autoridade científica da espécie é Petrovitz, tendo sido descrita no ano de 1963. Trata-se de uma espécie presente no território português.[carece de fontes?]